# Осия
Оси́я (др.-евр. הושע‬, Хоше́а — «спасение»; жил ок. 752—721 годов до н. э. в Самарии (Израильское царство)) — ветхозаветный пророк, первый из 12-и малых пророков; автор Книги Осии.

## Жизнеописание
Сын Беерии. Жил и пророчествовал в Израильском царстве во времена царя Иеровоама II вплоть до гибели Израиля и разрушения его столицы Самарии. По всей видимости, умер не позднее падения Самарии в 721 году, а значит его служение можно примерно отнести к 752—721 годам до н. э.
Пророк хорошо был знаком с жизнью еврейского духовенства и, возможно, был священником или по крайней мере из священнического рода.
Был женат на женщине по имени Гомерь, о которой упоминает в своей книге. Библейское предание гласит, что одна жена пророка была распутницей, изменявшей своему первому мужу, что символизирует измену народа Богу, а другая была блудницей, и пророк их взял в жены на условиях, что они закончат свои грешные дела. Как и Бог, готов был принять и простить людей, если они оставят служение идолам и распутство. Это было ещё одним мотивом к горячему проповедованию в среде Дома Израиля (Северного Царства) покаяния и возвращения на пути Господа, к искренней вере. Как и Амос, Осия боролся против идолопоклонства, пустившего свои корни в среде Десяти потерянных колен, отступивших от поклонения истинному Богу.
Осии принадлежит фраза, ставшая особенно знаменитой в христианскую эпоху, отражающая веру в воскрешение и спасение людей через искупление их грехов Сыном Человеческим:

Смерть! где твое жало? ад! где твоя победа?
— Ос. 13:14

## Пророчества
Осия прямо говорит, что Господь отвернётся от Дома Израиля и призовёт в Царствие своё язычников, которые веруют в Него.

## Память
В Анапе на Центральной площади, перед зданием администрации, выстроена часовня Святого Пророка Осии.